# Odontocera longipennis
Odontocera longipennis är en skalbaggsart som beskrevs av Dmytro Zajciw 1962. Odontocera longipennis ingår i släktet Odontocera och familjen långhorningar. Inga underarter finns listade i Catalogue of Life.